# عبد المجيد عريشي
عبد المجيد درويش عريشي، لاعب كرة قدم سعودي، يلعب حالياً في نادي الشعلة.

## مسيرة اللاعب
لعب في نادي الشباب ونادي أحد ونادي المجزل ونادي الخليج ونادي الساحل ونادي النهضة ونادي الوشم ونادي الشعلة.

## روابط خارجية
- عبد المجيد عريشي على موقع قاعدة بيانات كرة القدم.إي يو (الإنجليزية)
- عبد المجيد عريشي على موقع Soccerway.com (الإنجليزية)
- عبد المجيد عريشي على موقع كووورة